# Liste der Einträge im National Register of Historic Places im Sumner County (Tennessee)
Diese Liste der Einträge im National Register of Historic Places im Sumner County (Tennessee) enthält alle im Sumner County, Tennessee in das National Register of Historic Places eingetragenen Gebäude, Bauwerke, Objekte, Stätten oder historischen Distrikte.
Diese Liste entspricht dem Bearbeitungsstand des National Park Service/National Register of Historic Places vom 4. Oktober 2024.

## Legende
| NRHP | Historic Place                      |
| NHLD | National Historic Landmark District |
| HD   | National Historic District          |

## Aktuelle Einträge
| [ 2 ] | Name                                                   | Bild                                  | Eintragsdatum                  | Lage | Ort                | Beschreibung |
| ----- | ------------------------------------------------------ | ------------------------------------- | ------------------------------ | --- | ------------------ | ------------ |
| 1     | Ashcrest Farm                                          | Ashcrest Farm                         | 14. Apr. 1992 ID-Nr. 92000349  | 410 Gallatin Rd. 36° 19′ 12″ N, 86° 35′ 29″ W | Hendersonville     |              |
| 2     | Bledsoe’s Station                                      | Bledsoe’s Station                     | 30. Juli 1992 ID-Nr. 92000970  | in der Nähe der Tennessee State Route 25, westlich von Castalian Springs 36° 23′ 58″ N, 86° 19′ 14″ W                                                | Castalian          |              |
| 3     | Bowen-Campbell House                                   | Bowen-Campbell House                  | 25. Juli 1977 ID-Nr. 77001295  | östlich von Goodlettsville an der Jackson Rd. 36° 19′ 19″ N, 86° 41′ 22″ W                                                                           | Goodlettsville     |              |
| 4     | Bridal House                                           | Bridal House                          | 4. Feb. 1982 ID-Nr. 82004059   | Red River Rd. 36° 27′ 4″ N, 86° 32′ 17,9″ W | Cottontown         |              |
| 5     | Brown-Chenault House                                   | Brown-Chenault House                  | 25. Juli 1985 ID-Nr. 85001614  | Chenault Lane 36° 25′ 33″ N, 86° 18′ 10″ W | Castalian          |              |
| 6     | Cairo Rosenwald School                                 | weitere Bilder                        | 15. Nov. 1996 ID-Nr. 96001359  | Zieglers Fort Road, südlich der Tennessee State Route 25 36° 21′ 48″ N, 86° 21′ 49″ W                                                                | Cairo              |              |
| 7     | Castalian Springs                                      | weitere Bilder                        | 14. Juli 1971 ID-Nr. 71000838  | Gallatin-Hartsville Pike und Tennessee State Route 25 36° 23′ 39″ N, 86° 18′ 59″ W                                                                   | Castalian          |              |
| 8     | Cragfont                                               | weitere Bilder                        | 26. Feb. 1970 ID-Nr. 70000618  | östlich von Gallatin, an der Tennessee State Route 25 36° 24′ 11″ N, 86° 20′ 27″ W                                                                   | Gallatin           |              |
| 9     | Daniel Smith Donelson House                            | Daniel Smith Donelson House           | 4. Jan. 1983 ID-Nr. 83003071   | 178 Berrywood Dr. 36° 17′ 51″ N, 86° 35′ 44″ W | Hendersonville     |              |
| 10    | Douglass-Clark House                                   | Douglass-Clark House                  | 21. März 2011 ID-Nr. 11000098  | Long Hollow Pike an der Lower Station Camp Creek Rd. 36° 22′ 57″ N, 86° 33′ 29,9″ W                                                                  | Gallatin, Siedlung |              |
| 11    | Durham’s Chapel School                                 | Durham’s Chapel School                | 8. Nov. 2006 ID-Nr. 06000652   | 5055 Old Tennessee State Route 31 36° 28′ 26″ N, 86° 19′ 50″ W                                                                                       | Bethpage           |              |
| 12    | Mary Felice Ferrell House                              | Mary Felice Ferrell House             | 14. Apr. 1992 ID-Nr. 92000348  | 2144 Nashville Pike 36° 20′ 28″ N, 86° 32′ 6″ W | Gallatin           |              |
| 13    | Leonard B. Fite House                                  | Leonard B. Fite House                 | 25. März 1982 ID-Nr. 82004061  | 1154 W. Main St. 36° 18′ 38″ N, 86° 39′ 43″ W | Hendersonville     |              |
| 14    | Gallatin Commercial Historic District                  | Gallatin Commercial Historic District | 23. Okt. 1985 ID-Nr. 85003369  | zwischen der Town Creek, N. Water Ave., Boyer und College Sts., mit der E. Main St, S. Water Ave. und der Trimble St. 36° 23′ 21″ N, 86° 26′ 23,7″ W | Gallatin           |              |
| 15    | Gallatin Presbyterian Church                           | Gallatin Presbyterian Church          | 25. März 1982 ID-Nr. 82004060  | 167 W. Main St. 36° 23′ 14″ N, 86° 26′ 55″ W | Gallatin           |              |
| 16    | Greenfield                                             |                                       | 7. Nov. 1990 ID-Nr. 90001579   | 683 Rock Springs Rd. 36° 26′ 2″ N, 86° 19′ 0″ W | Castalian          |              |
| 17    | Hawthorne Hill                                         | Hawthorne Hill                        | 14. Juni 2013 ID-Nr. 13000401  | 470 Old Hwy 25 36° 23′ 26,9″ N, 86° 17′ 54,8″ W | Castalian          |              |
| 18    | Hazel Path                                             | Hazel Path                            | 5. Apr. 1984 ID-Nr. 84003713   | 175 E. Main St. 36° 18′ 20″ N, 86° 36′ 25″ W | Hendersonville     |              |
| 19    | James B. Jameson House                                 | James B. Jameson House                | 25. Nov. 1985 ID-Nr. 85002968  | 2458 Hartsville Pike 36° 23′ 57″ N, 86° 20′ 59″ W | Gallatin           |              |
| 20    | King Homestead                                         | King Homestead                        | 30. Jan. 1978 ID-Nr. 78002640  | westlich von Cottontown, in der Nähe der Tennessee State Route 25 36° 27′ 6″ N, 86° 34′ 14″ W                                                        | Cottontown         |              |
| 21    | Locust Grove                                           |                                       | 8. Jan. 1979 ID-Nr. 79002484   | North of Castalian Springs 36° 25′ 30″ N, 86° 18′ 24″ W                                                                                              | Castalian          |              |
| 22    | Maple Cottage                                          |                                       | 15. März 2000 ID-Nr. 00000229  | 1335 Long Hollow Pike 36° 23′ 5″ N, 86° 30′ 34″ W | Gallatin           |              |
| 23    | Maple Shade                                            |                                       | 22. Apr. 2003 ID-Nr. 03000303  | 1755 Tennessee State Route 31 36° 25′ 24″ N, 86° 23′ 47″ W                                                                                           | Gallatin           |              |
| 24    | Moye Boarding House                                    | Moye Boarding House                   | 27. März 2013 ID-Nr. 13000124  | nordöstlich der Straßenecke von Wheeler und N. Russell Sts. 36° 34′ 54,8″ N, 86° 30′ 53,7″ W                                                         | Portland           |              |
| 25    | Oakland                                                | Oakland                               | 2. Okt. 1992 ID-Nr. 92000841   | 1995 Hartsville Pike 36° 23′ 55″ N, 86° 22′ 8″ W | Gallatin           |              |
| 26    | Oakley                                                 | Oakley                                | 25. Juli 1985 ID-Nr. 85001615  | 2243 Nashville Pike 36° 21′ 9″ N, 86° 30′ 27″ W | Gallatin           |              |
| 27    | Parker’s Chapel Missionary Baptist Church and Cemetery |                                       | 29. Okt. 2021 ID-Nr. 100007121 | 387 Airport Rd. 36° 35′ 8,9″ N, 86° 28′ 48,7″ W | Portland           |              |
| 28    | Parker-Bryson Historic District                        |                                       | 25. Juni 1987 ID-Nr. 87001036  | Greenfield Lane 36° 25′ 54″ N, 86° 19′ 51″ W | Castalian          |              |
| 29    | Rascoe-Harris Farm                                     |                                       | 19. Juli 1996 ID-Nr. 96000772  | 1135 Liberty Ln. 36° 24′ 23,9″ N, 86° 30′ 41,6″ W | Liberty            |              |
| 30    | Rock Castle                                            | Rock Castle                           | 8. Juli 1970 ID-Nr. 70000619   | südöstlich von Hendersonville an der Indian Lake Rd. 36° 16′ 45″ N, 86° 35′ 47″ W                                                                    | Hendersonville     |              |
| 31    | Rosemont                                               | Rosemont                              | 26. Apr. 1978 ID-Nr. 78002641  | 810 S. Water St. 36° 22′ 35″ N, 86° 26′ 33″ W | Gallatin           |              |
| 32    | Scattersville Public School                            | Scattersville Public School           | 7. Feb. 2024 ID-Nr. 100009970  | 227 Scattersville Road 36° 35′ 35,5″ N, 86° 34′ 5,2″ W                                                                                               | Portland           |              |
| 33    | Shackle Island Historic District                       | Shackle Island Historic District      | 30. Jan. 1978 ID-Nr. 78002643  | nördlich von Hendersonville an der Shackle Island Rd. und dem Long Hollow Pike 36° 22′ 14″ N, 86° 37′ 3″ W                                           | Hendersonville     |              |
| 34    | Trousdale-Baskerville House                            | Trousdale-Baskerville House           | 30. Juli 2009 ID-Nr. 09000577  | 211 W. Smith St. 36° 23′ 11,2″ N, 86° 26′ 57,5″ W | Gallatin           |              |
| 35    | Trousdale Place                                        | Trousdale Place                       | 5. Juni 1975 ID-Nr. 75001793   | 183 W. Main St. 36° 23′ 14″ N, 86° 26′ 56″ W | Gallatin           |              |
| 36    | Wall Spring                                            | Wall Spring                           | 8. Apr. 1994 ID-Nr. 94000334   | 931 Red River Rd. 36° 23′ 40″ N, 86° 28′ 11″ W | Gallatin           |              |
| 37    | Walnut Grove                                           | Walnut Grove                          | 29. Dez. 1978 ID-Nr. 78002642  | 911 Laura St. 36° 23′ 30″ N, 86° 28′ 18″ W | Gallatin           |              |
| 38    | Westmoreland Tunnel                                    | Westmoreland Tunnel                   | 20. Jan. 1978 ID-Nr. 78002644  | in der Nähe der Tennessee State Route 52 36° 33′ 31″ N, 86° 14′ 57″ W                                                                                | Westmoreland       |              |
| 39    | Williamson and Adams Carriage Factory                  | Williamson and Adams Carriage Factory | 12. Mai 1987 ID-Nr. 87000488   | 326 E. Main St. 36° 23′ 22″ N, 86° 26′ 33″ W | Gallatin           |              |

## Ehemalige Einträge
| [ 2 ] | Name               | Bild           | Eintragsdatum                 | Lage                                                           | Ort            | Beschreibung                                             |
| ----- | ------------------ | -------------- | ----------------------------- | -------------------------------------------------------------- | -------------- | -------------------------------------------------------- |
| 1     | Fairvue            | weitere Bilder | 10. Juni 1975 ID-Nr. 75002162 | südlich von Gallatin an der U.S. Rote 31                       | Gallatin       |                                                          |
| 2     | Talley-Beals House |                | 22. Aug. 1977 ID-Nr. 77001296 | nördlich von Hendersonville, in der Nähe der Saunderville Road | Hendersonville | Das Haus wurde bei einem Brand am 28. Mai 1990 zerstört. |